# 藤沢公也
藤沢 公也（ふじさわ きみや、1951年11月29日 - ）は、愛媛県西宇和郡伊方町出身（大分県北海部郡佐賀関町〈現：大分市〉生まれ）の元プロ野球選手（投手）。

## 経歴
中学1年の時に陸上競技から野球に転向し、八幡浜高では1968年秋にエース・3番として実質予選である県大会準決勝で河埜和正のいた八幡浜工を完封。決勝では帝京五高の登記欣也に投げ勝って秋季四国大会に進出するが、1回戦で丸亀商の井原慎一朗と投げ合い、延長14回の接戦で惜敗。3年次の1969年には夏の甲子園県予選で準決勝に進出するが、井上明・谷岡潔のいた松山商に敗退。なお、松山商は甲子園で全国制覇を果たしている。
1969年のドラフトでロッテオリオンズから3位指名されるが、入団を拒否。
1970年に日本鉱業佐賀関に入社する。
1971年のドラフトでヤクルトアトムズから11位指名を受けるも拒否。
1973年のドラフトでは近鉄バファローズから4位指名を受けるが、拒否した。
1975年から他チームへの補強も含め4年連続で都市対抗に出場。
1976年は準々決勝まで進出する。また、同年のドラフトでは日本ハムファイターズから2位指名を受け、一旦は入団を受諾するも、日本ハム側から契約金の値下げの申し入れを受けると、「誠意がない」と反発し一転して入団拒否している。また、この時は高校生に次ぐ2位指名であったことも引っかかっていたという。
1976年の日本選手権では決勝に進出するが、新日本製鐵名古屋の水谷啓昭と投げ合い0-1で敗退。この大会の敢闘賞を獲得し、同年にはアマチュア野球世界選手権日本代表にも選出。翌1977年の都市対抗では3勝を挙げるも、準決勝で神戸製鋼に敗れる。同年のドラフトで中日ドラゴンズから1位指名を受けた。藤沢はこの時26歳であったが、「最初にプロから指名された時はやっていける自信がなかった。でも社会人エースと言われる中で、だんだんプロでやってみたいと思うようになってきたんです。年齢的にも今しかないと思えたので…」と当時の心境を述べ、プロ入りを決断した。
1978年のシーズンオフのドラフト前に入団。年俸は480万円。ドラフト5回指名と4回入団拒否は日本プロ野球史上最多であり、既に妻と2人の子供がいる「子連れルーキー」であった。
社会人時代は本格派と呼ばれ、スライダーとカーブ主体の投球であったが、キャンプでドラフト同期の小松辰雄の投球を見て速球に自信を失う。藤沢は当時を振り返って「小松の球を見て愕然とした。あんな速い球を投げてもほとんど一軍に呼ばれないのなら、プロはものすごいところだと思った。最初からわかっていたらプロ入りしなかったですよ」と語っているが、藤沢獲得のために自ら口説きに大分まで出向いた稲尾和久一軍投手コーチの指導によってパームボールをマスター。持ち球であった横の変化球のスライダーに縦の変化球であるパームボールが加わって投球に幅が広がり、パームボールを駆使する技巧派に転向。
1979年には三沢淳と並ぶチームトップの13勝を挙げ、12勝8セーブの遠藤一彦や6勝16セーブの小松辰雄に競り勝ち新人王に輝く。リーグ4位の防御率2.82を記録したほか、勝率.722で最高勝率のタイトルも獲得。年俸は倍増の960万円となった。同年はシーズン中に3度も右太腿の肉離れを起こし、加えて右太腿を庇っているうちに右のアキレス腱を痛めた。
1980年にはパームボール投球時の癖を覚えられるなど対戦球団の徹底マークがあったほか、右足の故障により藤沢の制球力を支えた右足の踵を高く上げてタイミングを取るフォームが十分に生かされなくなり、投球は精彩を欠いた。ボールが走らず、パームボールの落ちは鈍くなり痛打を浴びて、27試合登板するも1勝15敗に終わった。
以後も藤沢は一軍で投げ続けたが、ルーキーイヤーのような力のある球は来なかった。先発で投げる時もあったが、中継ぎ、敗戦処理など出番は年々寂しくなった。
1982年には中継ぎとして8年ぶりのリーグ優勝に貢献し、西武との日本シリーズでは第2戦に登板した。
1984年限りで現役を引退。当時の目標であった1000万円プレーヤーには手が届かず。
引退後は別府湾ゴルフ倶楽部営業課長を経て、九州産業運輸に勤務。

## 詳細情報

### 年度別投手成績
| 年 度     | 球 団     | 登 板 | 先 発 | 完 投 | 完 封 | 無 四 球 | 勝 利 | 敗 戦 | セ 丨 ブ | ホ 丨 ル ド | 勝 率 | 打 者 | 投 球 回 | 被 安 打 | 被 本 塁 打 | 与 四 球 | 敬 遠 | 与 死 球 | 奪 三 振 | 暴 投 | ボ 丨 ク | 失 点 | 自 責 点 | 防 御 率 | W H I P |
| --------- | --------- | ----- | ----- | ----- | ----- | -------- | ----- | ----- | -------- | ----------- | ----- | ----- | -------- | -------- | ----------- | -------- | ----- | -------- | -------- | ----- | -------- | ----- | -------- | -------- | ------- |
| 1979      | 中日      | 33    | 28    | 3     | 2     | 1        | 13    | 5     | 0        | --          | .722  | 766   | 185.1    | 158      | 15          | 69       | 2     | 4        | 129      | 2     | 1        | 64    | 58       | 2.82     | 1.22    |
| 1980      | 中日      | 27    | 18    | 1     | 0     | 0        | 1     | 15    | 0        | --          | .063  | 497   | 111.1    | 128      | 14          | 39       | 2     | 4        | 53       | 5     | 2        | 73    | 65       | 5.25     | 1.50    |
| 1981      | 中日      | 17    | 10    | 1     | 0     | 0        | 4     | 4     | 0        | --          | .500  | 248   | 56.1     | 66       | 11          | 21       | 1     | 6        | 24       | 0     | 0        | 37    | 31       | 4.95     | 1.54    |
| 1982      | 中日      | 28    | 11    | 1     | 1     | 0        | 4     | 5     | 1        | --          | .444  | 313   | 77.1     | 70       | 7           | 23       | 1     | 1        | 45       | 2     | 0        | 33    | 30       | 3.49     | 1.20    |
| 1983      | 中日      | 34    | 6     | 0     | 0     | 0        | 3     | 4     | 0        | --          | .429  | 286   | 62.1     | 72       | 10          | 27       | 3     | 4        | 35       | 4     | 2        | 49    | 46       | 6.64     | 1.59    |
| 1984      | 中日      | 24    | 1     | 0     | 0     | 0        | 2     | 2     | 0        | --          | .500  | 176   | 39.1     | 42       | 3           | 18       | 2     | 1        | 30       | 0     | 0        | 21    | 20       | 4.58     | 1.53    |
| 通算：6年 | 通算：6年 | 163   | 74    | 6     | 3     | 1        | 27    | 35    | 1        | --          | .435  | 2286  | 532.0    | 536      | 60          | 197      | 11    | 20       | 316      | 13    | 5        | 277   | 250      | 4.23     | 1.38    |

- 各年度の太字はリーグ最高

### タイトル
- 最高勝率：1回 （1979年）

### 表彰
- 新人王 （1979年）

### 記録
初記録
- 初登板：1979年4月7日、対読売ジャイアンツ1回戦（後楽園球場）、6回裏から2番手で救援登板、0/3回無失点
- 初先発登板・初勝利・初先発勝利：1979年4月10日、対ヤクルトスワローズ1回戦（ナゴヤ球場）、5回2/3を2失点
- 初完投勝利・初完封：1979年7月4日、対読売ジャイアンツ12回戦（札幌市円山球場）

その他の記録
- オールスターゲーム出場：1回 （1979年）

### 背番号
- 19 （1979年 - 1984年）